# Meistaradeildin (1960)
W roku 1960 odbyła się 18. edycja Meistaradeildin (dziś zwanej Formuladeildin), czyli pierwszej ligi piłki nożnej archipelagu Wysp Owczych. Tytuł zdobył HB Tórshavn, odbierając go zwycięzcy poprzedniego sezonu B36 Tórshavn
W rozgrywkach brało udział 4 zespołów, o jeden mniej niż w roku poprzednim. VB Vágur zrezygnował z rozgrywek.

## Uczestnicy
| Uczestnicy Meistaradeildin 1959                                                                               | Uczestnicy Meistaradeildin 1959 | Uczestnicy Meistaradeildin 1959 | Uczestnicy Meistaradeildin 1959 |
| --- | ------------------------------- | ------------------------------- | ------------------------------- |
| B36 | B36 Tórshavn                    | 1                               |                                 |
| HB | HB Tórshavn                     | 2                               |                                 |
| KÍ | KÍ Klaksvík                     | 3                               |                                 |
| TB | TB Tvøroyri                     | 4                               |                                 |
| Oznaczenia: - kolumna pierwsza – skróty nazw drużyn, - kolumna trzecia – miejsce zajęte w poprzednim sezonie. |                                 |                                 |                                 |

## Rozgrywki

### Tabela
| Lp. | Drużyna         | M | Z | R | P | Bramki | Bramki | Różn. | Pkt | Uwagi |
| --- | --------------- | - | - | - | - | ------ | ------ | ----- | --- | ----- |
| 1   | HB Tórshavn (M) | 6 | 4 | 1 | 1 | 13     | 8      | +5    | 9   |       |
| 2   | B36 Tórshavn    | 6 | 2 | 3 | 1 | 12     | 11     | +1    | 7   |       |
| 3   | KÍ Klaksvík     | 6 | 2 | 2 | 2 | 11     | 7      | +4    | 6   |       |
| 4   | TB Tvøroyri     | 6 | 1 | 0 | 5 | 6      | 16     | −10   | 2   |       |

### Wyniki spotkań
| Gospodarz \ Gość | B36 | HB  | KÍ  | TB   |
| B36 Tórshavn     |     | 1:5 | 1:1 | 3:1  |
| HB Tórshavn      | 1:1 |     | 0:3 | 5:3  |
| KÍ Klaksvík      | 3:3 | 0:1 |     | 3:01 |
| TB Tvøroyri      | 0:3 | 0:1 | 2:1 |      |

Aktualne na 14 marca 2015. Źródło: FaroeSoccer.com
Objaśnienia:
1Drużyna gospodarzy jest wymieniona po lewej stronie tabeli.
Kolory: zielony – zwycięstwo gospodarzy, żółty – remis, różowy – zwycięstwo gości.
Objaśnienia:
1. KÍ Klaksvík zwyciężył walkowerem. Ponieważ TB Tvøroyri nie wystawił na mecz pełnego składu, KÍ przyznano zwycięstwo w wysokości najwyższego zwycięstwa uzyskanego wcześniej w lidze[1].